# Qì
El qi (qìⓘ) es un concepto tradicional chino usado para una cualidad intangible de todo ser vivo. La práctica de cultivar y equilibrar el qì se llama qigong. Los creyentes del qì lo describen como una fuerza vital, cuyo flujo debe estar libre de obstáculos para mantener la salud. El qì es un concepto pseudocientífico, no verificado, y no está relacionado con el concepto de energía utilizado en la ciencia(la energía vital es una noción científica abandonada).
El término está extendido también en otros países de Extremo Oriente como Corea, Japón y otros, siendo frecuente su transcripción como chí o chi'i. El concepto chino respecto a la qì o chí  similar a conceptos occidentales como energeia, magnetismo animal, élan vital  o energía vital (vitalismo), también es muy semejante al concepto hindú del prāṇa, aunque el prāṇa es considerado principalmente una energía que desde el aire respirable se adquiere en la respiración, mientras que el concepto chino del qì se entiende también como la energía del macrocosmos (todo el universo), en el microcosmos (el cuerpo humano y su psique). Sin embargo en la tradiciones de la India, como el yoga y el tantra, tal energía ha sido entendida más como un factor místico (los cuerpos supra-racionales son de hecho un continuum del qì o prāṇa) aunque tenga derivados en la medicina ayurveda; en cambio en la MCT (Medicina China Tradicional) el qì o la chí ha llegado a ser entendida como la energía cósmica circulando de un modo polarizadamente recíproco (yin/yang) en el cuerpo de todo ser viviente y que la armoniosa y continua circulación de tal energía llamada qì (o ch'i) mantiene a la salud del cuerpo y de la psique, mientras que una alteración del circuito energético corporal (ya que la qì discurre principalmente por kin o "canales" o "meridianos" naturalmente ordenados, teniendo nodos o puntos clave llamados xue, que se evidencian principalmente en la dermis).
De acuerdo a la medicina tradicional china, el qì es una energía que fluye continuamente por la naturaleza, y la interrupción de su libre flujo en el cuerpo es la base de los trastornos físicos y psicológicos.
Los practicantes de ciertas disciplinas afirman que el ser humano puede controlar y utilizar esta energía, a través de diversas técnicas, acrecentándola, acumulándola y distribuyéndola por todo el cuerpo o usarla en forma concentrada, como en el Tàijíquán, el Daitō-ryū aiki-jutsu, el Aikido y otras artes marciales. Otros afirman poder curar cierto número de enfermedades y otros efectos liberando el libre flujo del qì por el cuerpo humano. Este es el caso de medicinas alternativas como el magnetismo curativo, el reiki, la acupuntura, la digitopuntura y de algunas disciplinas como el qìgōng.
La ciencia no admite el concepto de qì como un fenómeno real desde el momento que no resulta medible y sus efectos pueden ser explicados como sugestión. La controversia en torno al qì está relacionada con la explicación de su operatividad como resultado de la intervención del qì como un fluido inmaterial (energía). Algunos maestros de qìgōng proclaman que pueden detectar y manipular de forma directa el qì e incluso operar con el mismo a distancia. Hay una corriente que incluye a algunos maestros de qìgōng tradicionales, que considera que el qì puede ser visto como un proceso biológico y su efectividad puede ser explicada en términos familiares para la medicina occidental. Sin embargo, ningún estudio ha demostrado la existencia de esta energía.

## En la medicina china tradicional
El qì 气 es un concepto básico de la Medicina china tradicional (MCT). En ella el qì 气 preserva el fundamento material de la vida, se encarga de mover el flujo sanguíneo y de mantener en armonía los órganos internos. De la medicina china tradicional deriva también la aplicación del concepto qì 气 en la acupuntura. A través de las agujas, las moxas, los masajes y diversos instrumentos, se estimulan los puntos acupunturales con la intención de interactuar con la corriente energética del qì 气. En las terapias de acupuntura, se puede vaciar o colapsar el qì 气, ya sea para tonificarlo y potenciar las defensas y sistema inmunitario, o colapsarlo para estimular el flujo sanguíneo del cuerpo.
Igualmente, de acuerdo con la Medicina china tradicional, existe el concepto de dantian, que son puntos energéticos en el cuerpo en donde se almacena y nutre la energía qì 气; y al igual que en la acupuntura se cultivan y protegen la formación y circulación adecuadas de las energías en los dantian para restaurar y promover la salud y el bienestar.

## En la espiritualidad

### ElQìy la respiración

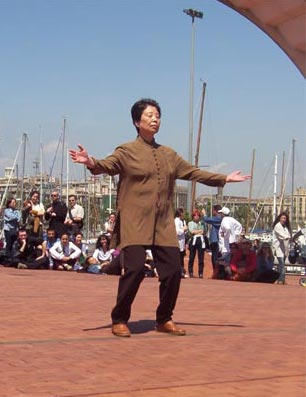
Practicando el qìgōng.

En la mayoría de los sistemas espirituales y terapéuticos orientales se incluyen métodos de atención a la respiración o algunas técnicas de respiración. La herramienta principal para el conocimiento del qì es la respiración, una de las más reconocidas y difundidas prácticas de respiración energética china es el qìgōng, pronunciado correctamente en español como chi kung. En japonés, dada la tendencia polisémica de este idioma, ki se traduce a veces como energía, presencia, voluntad, salud, mente o respiración. En el yoga hindú, la palabra sánscrita prāṇa tiene el mismo significado, queriendo decir energía, respiración, sabiduría. En algunos contextos, la palabra japonesa ki se traduce directamente por respiración. A través de la meditación en la respiración o de técnicas de respiración, se afirma que se puede desarrollar la energía natural de la persona y armonizar su personalidad y metabolismo.
Algunos maestros de zen y budō afirman que la respiración es la respiración del cosmos, ya que todos los elementos de la naturaleza son una pieza del todo, y la realidad se expresa en procesos de opuestos que alternan (día/noche, invierno/verano, movimiento/quietud...), lo que se conoce como yīn y yáng. En meditación, la respiración se considera un vínculo entre el pensamiento, las emociones, el instinto y los estados físicos y, al igual que en la ciencia occidental, una expresión del estado de ánimo.

### Qì y tradición espiritual
El concepto de qì viene a menudo de la mano de doctrinas espirituales como el taoísmo y el budismo, y de prácticas espirituales como el yoga y el taichí.
En el entrenamiento qigong médico, se entiende que uno necesita entrar en un estado de no movimiento (wu wei). De este estado, uno puede entonces entrar en un estado de calma. Del estado de calma uno entonces podrá entrar en un estado de tranquilidad. Una vez en él, el cuerpo tendrá una ocasión de reajustar cualquier desequilibrio. En el qigong médico, un estado de tranquilidad también proporciona una condición favorable para que la mente ayude en el ajuste del balance energético del cuerpo y en la cura.
Cuando se entra en un estado profundo de tranquilidad, es posible aunque raro que el yuan shen (‘espíritu original’) deje el cuerpo. No sucede generalmente en la mayoría de los principiantes en el entrenamiento médico de qigong a menos que ese sea su objetivo. Casualmente, en el qigong budista y taoísta, el objetivo más alto del entrenamiento es trabajar con el Yuan Shen como laboratorio. Un qi ligero (una vibración alta de qi no restringida al plano físico) es el combustible, el medio, que asiste el yuan shen a ir más allá de los límites del cuerpo físico. En el entrenamiento taoísta, se desea purificar el cuerpo físico para no restringir el componente original al mundo material y poder viajar a los planos más altos para aprender y para desarrollarse.
Los individuos interesados solamente en la salud y la parte curativa del qigong no necesitan tener conocimiento sobre este asunto. En el qigong médico, solamente la vitalidad, la manifestación o la expresión de su energía vital es de preocupación.